# إليسيان هايتس (لوس أنجلوس)
إليسيان هايتس هو حي في لوس أنجلوس، كاليفورنيا.

## جغرافية
تحدّ إليسيان هايتس التلال الواقعة شمال شارع سنسيت في الجنوب مباشرة، وجلينديل بوليفارد من الغرب، ومتنزه إليسيان من الشرق، والطريق السريع الخامس في الشمال.

## تاريخ
بدأت إليسيان هايتس كمنزل صيفي. كان الحي موطنًا للعديد من الثقافة المضادة والمتطرفين السياسيين والفنانين والكتاب والمهندسين المعماريين وصانعي الأفلام في لوس أنجلوس. التحق أطفال العديد من التقدميين بالمدرسة هناك خلال الثلاثينيات والأربعينيات والخمسينيات من القرن الماضي. بحلول الثلاثينيات من القرن الماضي، كانت تعرف باسم ريد هيل، بالنسبة للشيوعيين الذين اعتقدوا أنهم يعيشون هناك.
رعى فرع لوس أنجلوس من نادي سييرا "مسيرة إليزيان هايتس ستايرواي" في عام 2005.

## تعليم
مدرسة إليسيان هايتس الابتدائية - 1562 شارع باكستر

## المعالم التاريخية الثقافية
تقع المعالم التاريخية والثقافية التالية في مرتفعات إيلسيان:
- روس هاوس - 2123 شارع إن فالنتين. في 23 سبتمبر 2009، أصبح نصبًا تاريخيًا ثقافيًا # 964

## أبنية بارزة
- منزل ساوث هول، صممه رودولف شيندلر
- منزل فيليب دايك
- منزل هارويل هاميلتون هاريس
- منزل بول Landacre
- منزل إستيل لوتون ليندسي
- منزل كاري ماكويليامز
- منزل كلوك
- أكواخ أتواتر - أكواخ من الطوب صممها روبرت ستايسي جود[6]

## سكان بارزون
كانت Elysian Heights موطنًا لـ " Room 8 the Cat".

## أنظر أيضا
تتضمن الكتب التالية قائمة بالمشي لمسافات طويلة في حي مرتفعات الإليزيان:
- المشي لمسافات طويلة في المناطق الحضرية في جنوب كاليفورنيا[10]
- المشي في لوس أنجلوس: 38 من الأحياء التاريخية الأكثر حيوية ونشاطًا في المدينة[11]

في وقت من الأوقات، كان منزل كلارا كيمبال يونغ عبارة عن عقار من شارع سيرو غوردو إلى شارع كوران في شارع فالنتاين، كان يونغ نجمًا سينمائيًا صامتًا مشهورًا من عام 1918 إلى عام 1930 تقريبًا.